# AARP
AARPは、エセル・パーシー・アンドラス博士（カリフォルニア州の退職した教育者）とレオナルド・デイヴィス（後の保険会社のコロニアル・ペン・グループの設立者）によって設立されたアメリカの会員制の団体である。旧称、アメリカ退職者協会(American Association of Retired Persons)。

## 歴史
このグループの公式の歴史によると、エセル・パーシー・アンドラスが1958年にAARPを設立した。AARPは全国退職教員協会（NRTA）から発展した。それは彼女の哲学である生産的老後を促進するために、そして退職した教員のための健康保険の必要性に応えるため、1947年に設立したものである。10年後、アンドラスは50歳以上の全てのアメリカ人のための組織、AARPを設立した。今現在はNRTAはAARP内の一部となっている。アンドラスは生きている間にカリフォルニア州のオーハイにAARPを設立した。彼女はその場所にグレイ・ゲイブルスと名付けられた革新的な新たな老人ホームを設立した。オーハイは1958年から1960年中期までAARPの本拠としての役割を果たした。アンドラスへの栄誉は1954年の最優秀教師、女性の名誉の殿堂に殿堂入り、最近ではメダリヨンがワシントンD.C.の中心地にあるポイント・オブ・ライト財団の「努力の道」に設置された。
AARPの批判者はこのグループの起源について、別の主張をしている。1978年に暴露番組『60ミニッツ』で、AARPはアンドラスとレオナルド・デイヴィス（コロニアル・ペン・グループ保険会社の設立者）が会った後にデイヴィスによってマーケティング・デバイスとして設立された、と報告した。批判者によると、1980年代までAARPはデイヴィスによって支配されていた。彼は会員に保険を売るために定年退職者のAARPの非営利的主張団体としてのイメージを促進した。『60ミニッツ』の報告の結果としておそらく、AARPは長時間の競争的な保険契約プロセスが入札になった。そして1980年には会員が利用できる保険契約をプルデンシャル・フィナンシャルの保険契約へ変更した可能性がある。
1990年代アメリカの上院と共和党上院議員のアラン・シンプソン（当時の社会保障、年金、家族保険の財政委員会議長）が公聴会でAARPの免税状態を嫌疑にかけながら、その組織が非営利である状態を調査した。チャールズ・ブラウスによると、その調査は組織が免税対象から外すのに充分な証拠を明らかにしていなかったが、数年後の『デモイン・レジスター』によるインタビューにて、上院議員のシンプソンは「AARPのやり方に悩む」ままだった、AARPを「アメリカ最大のマーケティング活動・蓄財家」と呼んでいる、そしてその組織の行動は「私が今までの上院で見てきた中でのアメリカ人の気前の良さの最大の乱用だ」と述べている。
この組織は最初はアメリカ退職者協会と名付けられたが、その焦点がもはや定年退職者ではないということを反映させるために、1999年に正式にAARP（1文字ずつを発音した、エイ、エイ、アール、ピー）と言う名前に変わった。AARPはもはやメンバーが退職していることを求めない、しかしメンバーは最低限50歳以上でなければならない。ただし、会員には50歳以上でないパートナーや配偶者の無料会員を含んでいる。

## 活動

### 概要
AARPは多くの取り組みを通じて、州や国レベルでのロビー活動の成果を含む年老いたアメリカ人に影響を与える問題に立ち向かっていることで幅広く知られている。この活動は501c4団体によって認められている。組織は無党派で、候補者や政党に援助、反対もしない、またお金を与えていないと述べている。AARPの2006年の合計歳入は約10億ドルで、ロビー活動に2300万ドルを費やした。中流階級の保障は最近では組織にとって主な焦点となっている。

### AARP 財団
AARP財団はAARPの提携の慈善活動である。財団プログラムは安全、保護、力を困窮している老人へ与えようとしている。AARP慈善団体の目的の1つはDrive to End Hungerを通して年輩者の間での飢えを減らすことである。2011年AARPとAARP慈善団体は24番Drive to End Hungerレースカーと関連する食べ物関係の運転イベントでアメリカでの飢えへの意識を増加させるため、NASCARドライバーのジェフ・ゴードンとヘンドリック・モータースポーツと関係を構築した。Drive to End Hungerを通してAARPは2016年に始まっているヘンドリック・モータースポーツのドライバー、ケイシー・ケインのスポンサーを務めた。

### AARP Driver Safety
1979年にAARPは国家初の運転安全講座を年輩者に向けて導入した。AARP Driver Safetyは（授業またはオンラインでなされている）自衛の運転技術を教え、「運転に影響する年齢に関した認識的、身体的変化のさらなる情報」を提供している。この講座はアメリカ人のボランティアによって教えられ、促進されている。2012年には50万人がこの講座を受講した。

## ヘルスケア
AARPは1960年頃から健康管理政策の討論に積極的であり、最近の取り組みは長年続いている関与の反映である。
AARPの公の立場はメディケア処方薬、改善、現代化法の議会の法案可決に影響を与えた。それは2003年、メディケアパートDの創設を許可した。また2005年、社会保障の急進的な変化への反対によって議会に影響を与えた。AARPは2008年のDivided We Failとの選挙を目的としたAARPのキャンペーンで健康管理問題にも取り組んだ。
『ロサンゼルス・タイムズ』内の論説コラムで、批評家のデール・ヴァン・アッタは、AARPは会員に対して非公認のロビー活動をしている、そして会員の最大の関心に反してロビー活動をしている、と書いた。ヴァン・アッタはAARPはメディケア処方薬、改善、現代化法のロビー活動によってAARPのリーダーたちは会員を裏切っている、と言っている。

### 健康保険
約700万人が2007年の時点でAARPブランドの健康保険（薬、メディケアも含む）を持っている。そしてAARPは会費より会員への保険販売での方が多く稼いでいる。
保険の請求を支払わないという点でAARPは保険会社ではないが、AARPに手数料を払うことによって保険会社はAARPの名前を製品に使うことができる。

## 参照
1. 1 2 3 4 5  “Form 990: Return of Organization Exempt from Tax”. AARP.   Guidestar (2013年12月31日). 2015年8月19日閲覧。
2. ↑  Kolb, Robert W. (2008), Encyclopedia of Business Ethics and Society, 1, Sage, p. 1, ISBN 978-1-4129-1652-3
3. 1 2  “Consolidated Financial Statements Together with Report of Independent Certified Public Accountants”. AARP (2014年12月31日). 2015年8月19日閲覧。
4. ↑  “Local: Obituary”. Los Angeles Times. (2001年1月23日)
5. ↑  “AARP Founder: Philanthropist Leonard Davis, 76”. USC News
6. ↑  “Ethel Andrus (1884 - 1967)”. National Women's History Museum
7. ↑  “Points of Light Institute Honors Volunteer Leaders for Going the Extra Mile” (2010年4月15日). 2016年4月7日閲覧。
8. ↑  Rooney, Andy (1999). Sincerely, Andy Rooney (1st ed.). New York: Public Affairs. ISBN 1891620347
9. ↑  Krugman, Paul (1996年10月20日). “Demographics and Destiny”. The New York Times
10. ↑  Rooney, Andy (2009). Sincerely, Andy Rooney. PublicAffairs. ISBN 978-0786731350 2016年1月5日閲覧。
11. ↑  Blahaus, Charles P. (2000). Reforming Social Security for Ourselves and Our Posterity. Greenwood Publishing Group. pp. 84–5. ISBN 978-0-275-97044-4
12. ↑  “Congress right to investigate AARP”. Editorial.   Des Moines Register (2011年4月11日). 2011年5月10日閲覧。 “In the mid-1990s, Congress launched an investigation, asking questions about its tax status and business ventures. That was led by former U.S. Sen. Alan Simpson of Wyoming. When The Register interviewed him several years later, he was still troubled by AARP's practices.  Simpson stated the organization was "the biggest marketing operation in America and money-maker". He said that what the organization does "is the greatest abuse of American generosity I witnessed in my time in the U.S. Senate".”
13. ↑  “AARP History”. AARP (2009年). 2015年9月5日時点のオリジナルよりアーカイブ。2016年9月17日閲覧。
14. ↑  Birnbaum, Jeffrey H. (2007年4月24日). “On Issues From Medicare to Medication, AARP's Money Will Be There”. The Washington Post
15. ↑  “AARP: Retirement Security in Doubt for Middle Class” 2013年5月28日閲覧。{{cite news}}:  CS1メンテナンス: url-status (カテゴリ)
16. ↑  “AARP Foundation”.   AARP (2011年3月31日). 2011年6月9日時点のオリジナルよりアーカイブ。2011年5月10日閲覧。
17. ↑  “Drive to End Hunger website”.   Drivetoendhunger.org (2011年9月16日). 2012年6月17日閲覧。
18. ↑  Caldwell, Gray (2016年4月20日). “Kahne's No. 5 Drive to End Hunger Chevrolet SS revealed”.   Hendrick Motorsports. 2016年4月20日閲覧。
19. ↑  “AARP.org”.   AARP.org (2012年6月1日). 2012年6月17日閲覧。
20. ↑  AARP Driver Safety - from: AARP (2010年1月1日). “AARP Driver Safety Program History and Facts”.   Aarp.org. 2012年6月17日閲覧。
21. ↑  “500,000 People Complete AARP Driver Safety”. 2013年5月28日閲覧。
22. ↑  Rand, A. Barry (2009年12月1日). “Health Care Reform Marches On (online title: Why AARP Endorsed the House Health Care Bill)”. AARP Bulletin (AARP Publications) 50 (10):  pp. 16–17. ISSN 1044-1123.  オリジナルの2009年12月18日時点におけるアーカイブ。 2009年12月18日閲覧. "AARP has been a strong advocate for health care reform for over 50 years....""
23. ↑  Barbara Berkman/Sarah D'Ambruoso Handbook of Social Work in Health and Aging, p. 820, Oxford University Press US, 2006 ISBN 978-0-19-517372-7
24. ↑  Larry N. Gerston American Federalism, p. 79, M. E. Sharpe, 2007 ISBN 978-0-7656-1672-2
25. ↑  Van Atta, Dale (2003年11月24日). “This Isn't the Old AARP”. Los Angeles Times
26. ↑  Pear, Robert (2007年4月17日). “AARP Says It Will Become Major Medicare Insurer While Remaining a Consumer Lobby”. The New York Times
27. ↑  Ricardo Alonso-Zaldivar (2006年3月6日). “New Drug Program Is a Benefit for AARP”. Los Angeles Times
28. ↑  Benjamin Lipson JK Lasser's Choosing the Right Long-term Care Insurance, p. 140, John Wiley & Sons, 2002 ISBN 978-0-471-27349-3